# Karschiola
Karschiola é um género de traça pertencente à família Arctiidae.